# 六月湖 (加利福尼亞州)
六月湖（英語：June Lake）是位於美國加利福尼亞州莫諾縣的一個人口普查指定地區。

## 地理
六月湖的座標為37°46′47″N 119°04′32″W / 37.77972°N 119.07556°W，而該地最高點為海拔高度2333米（即7654英尺）。

## 人口
根據2010年美國人口普查的數據，六月湖的面積為22.737平方千米，當中陸地面積為20.689平方千米，而水域面積為2.048平方千米。當地共有人口629人，而人口密度為每平方千米27人。